# Serie Mundial Femenina de Rugby 7 2014-15
La Serie Mundial Femenina de Rugby 7 2014-15 fue la tercera temporada de la Serie Mundial Femenina de Rugby 7, el circuito de selecciones nacionales femeninas de rugby 7, y la cuarta considerando la Challenge Cup 2011-12.

## Formato
Cada torneo se disputa en un fin de semana, a lo largo de dos días. Participan 12 equipos: los 11 de estatus permanente y un equipo invitado.
Se dividen en tres grupos de cuatro equipos, donde cada equipo juega un partido ante sus rivales de grupo. Cada victoria otorga 3 puntos, cada otorga suma 2 puntos, y cada derrota otorga 1 punto.
Los dos equipos con más puntos en cada grupo y los dos mejores terceros avanzan a cuartos de final de la Copa de Oro. Los cuatro ganadores avanzan a semifinales de la Copa de Oro, y los cuatro perdedores a semifinales de la Copa de Plata.
En tanto, los restantes cuatro equipos de la fase de grupos avanzan a semifinales de la Copa de Bronce.

## Etapas
| Torneo                                  | Campeón       |
| --------------------------------------- | ------------- |
| Seven Femenino de Dubái 2014            | Nueva Zelanda |
| Seven Femenino de Brasil 2015           | Nueva Zelanda |
| Seven Femenino de Estados Unidos 2015   | Nueva Zelanda |
| Seven Femenino de Canadá 2015           | Nueva Zelanda |
| Seven Femenino de Londres 2015          | Australia     |
| Seven Femenino de los Países Bajos 2015 | Canadá        |

## Tabla de posiciones
Cada torneo otorga puntos de campeonato, según la siguiente escala:
- Copa de Oro: 20 puntos al campeón, 18 puntos al subcampeón, 16 puntos al tercero, 14 puntos al cuarto.
- Copa de Plata: 12 puntos al campeón, 10 puntos al subcampeón, 8 puntos al séptimo, 6 puntos al octavo.
- Copa de Bronce: 4 puntos al campeón, 3 puntos al subcampeón, 2 puntos al decimoprimero, 1 punto al decimosegundo.

| Pos | País           | UAE | BRA | USA | CAN | ENG | NED | Puntos |
| --- | -------------- | --- | --- | --- | --- | --- | --- | ------ |
| 1   | Nueva Zelanda  | 20  | 20  | 20  | 20  | 16  | 12  | 108    |
| 2   | Canadá         | 16  | 16  | 16  | 10  | 18  | 20  | 96     |
| 3   | Australia      | 18  | 18  | 12  | 8   | 20  | 18  | 94     |
| 4   | Inglaterra     | 12  | 12  | 8   | 16  | 12  | 16  | 76     |
| 5   | Estados Unidos | 8   | 10  | 18  | 12  | 14  | 14  | 76     |
| 6   | Francia        | 14  | 14  | 10  | 14  | 10  | 10  | 72     |
| 7   | Rusia          | 6   | 8   | 14  | 18  | 8   | 6   | 60     |
| 8   | Fiyi           | 10  | 4   | 4   | 6   | 4   | 4   | 32     |
| 9   | España         | 2   | 3   | 3   | 4   | 6   | 8   | 26     |
| 10  | Brasil         | 4   | 6   | 6   | 3   | 1   | -   | 20     |
| 11  | China          | 1   | 2   | 2   | 2   | 3   | 3   | 13     |
| 12  | Sudáfrica      | 3   | 1   | 1   | 1   | 2   | 1   | 9      |
| 13  | Países Bajos   | -   | -   | -   | -   | -   | 2   | 2      |

| Bandera de Nueva Zelanda |
| Campeón Nueva Zelanda    |
| Tercer título            |